# Mona (álbum)
Mona es el primer álbum de estudio de la banda estadounidense Mona. Fue lanzado en el Reino Unido y Europa el 16 de mayo de 2011 mediante Zoin Noiz Recordings/ Island Records y en el Estados Unidos el 28 de febrero de 2012 mediante Zoin Noiz Recordings/Mercury Records. El álbum fue grabado y producido por la banda de forma independiente y mezclado por el productor Rich Costey.
Los cuatro sencillos fueron lanzados del álbum en el Reino Unido: "Listen To Your Love", "Trouble On the Way", "Teenager" y "Shooting the Moon".
Mona fue lanzado en CD, descarga digital y vinilo de colección de edición limitada que se limitaba a 500 copias numeradas a mano.

## Lista de canciones
| N.º | Título                        | Duración |  |
| 1.  | «Cloak & Dagger»              | 2:40     |  |
| 2.  | «Listen To Your Love»         | 3:25     |  |
| 3.  | «Teenager»                    | 2:55     |  |
| 4.  | «Lines In the Sand»           | 3:23     |  |
| 5.  | «Taboo Lights»                | 2:54     |  |
| 6.  | «Lean Into the Fall»          | 3:10     |  |
| 7.  | «Say You Will»                | 4:11     |  |
| 8.  | «Shooting the Moon»           | 3:26     |  |
| 9.  | «Pavement»                    | 3:00     |  |
| 10. | «Trouble On the Way»          | 2:36     |  |
| 11. | «Alibis» ([pista oculta))     | 3:38     |  |
| 12. | «All This Time» (bonus track) | 3:15     |  |
| 13. | «The Tally» (track 7 en US)   | 2:35     |  |
| 14. | «I Seen» (track 12 en US)     | 3:33     |  |

## Personal
- Nick Brown – voz, guitarra
- Vincent Gard – batería
- Zachary Lindsey – bajista
- Jordan Young – guitarra líder